# 지부리니스
지부리니스 (žiburinis)는 촛불, 불, 빛, 촛불이 타는 인간 해골로 나타나는 신화의 생물이다.
리투아니아인들은 지부리니스가 세례를 받지 않고 죽은 사람들 또는 측량사의 유령이라고 믿었다. 이들은 종종 등대나 묘지 근처에 나타나는데 존중받아야 한다고 믿었다.
지부리니스는 만나는 사람이 그를 보거나 인사를 할 때 방향을 제시한다.  하지만 그 빛은 많이 위험하다. 예로, 입이 가벼운 사람이 죽기 전에 지부리니스에 대해 함부로 말했다가 말을 잃었다. 번개가 범람했고 도망칠 수도 없었다. 지부리니스에게 무례하게 굴면 죽을 수도 있다.